# Standard de pouvoir d'achat
Pour les articles homonymes, voir Spa.
Le standard de pouvoir d'achat (SPA) est un indice s'apparentant à une monnaie et permettant la comparaison des pays sans qu'interviennent les différences de prix et de pouvoir d'achat.
Elle est employée pour comparer les pays utilisant l'euro, car bien que ceux-ci utilisent une monnaie commune, les différences de prix font qu'ils ne peuvent pas être comparés en se basant directement sur l'euro.
On l'obtient en divisant la valeur initiale des agrégats par leur valeur en PPA.